# Schlosskapelle (Bonndorf im Schwarzwald)

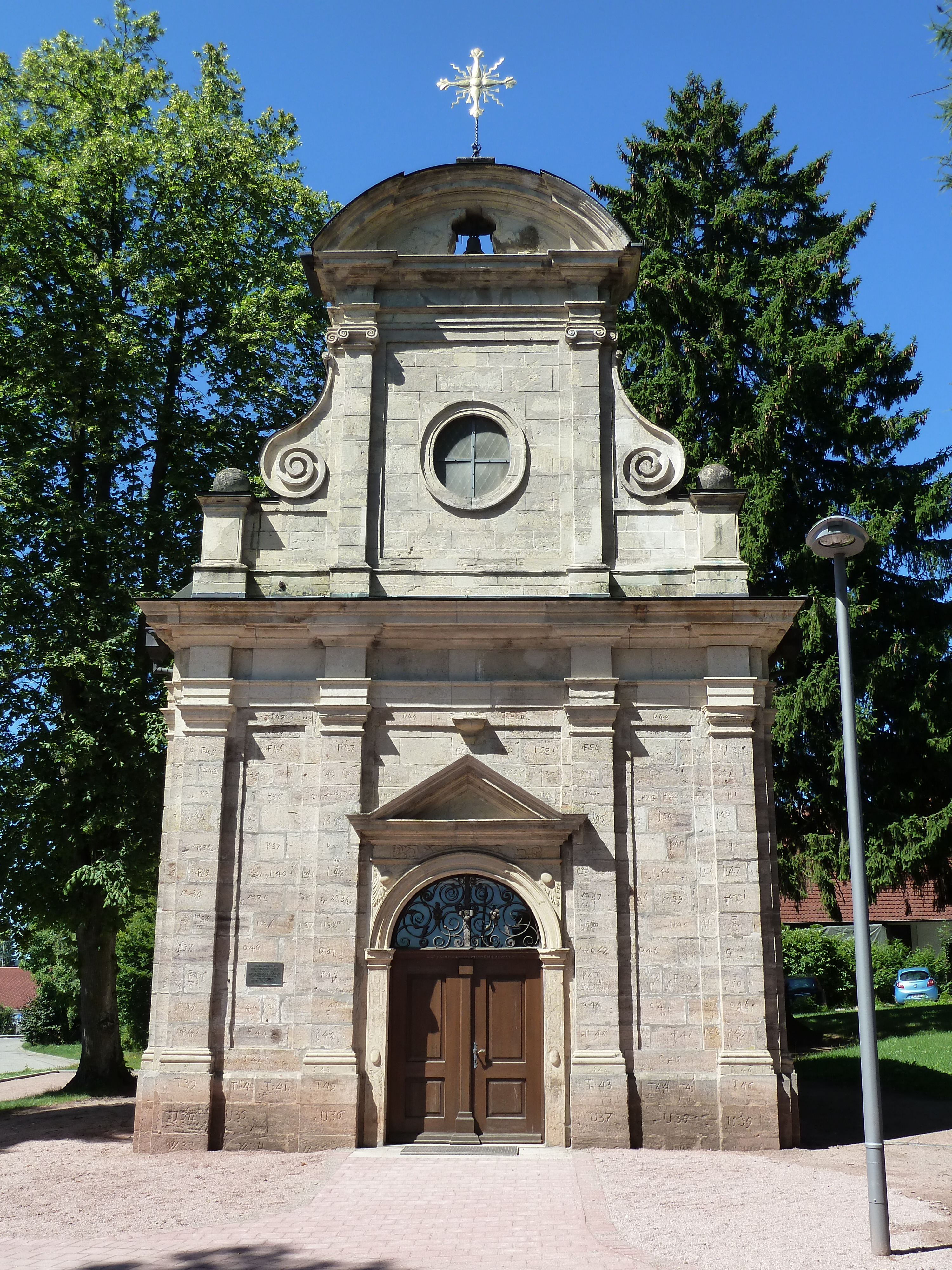
Schlosskapelle des Schloss Bonndorf im Stadtgarten

Die Schlosskapelle Bonndorf ist der entsprechende Sakralbau des Schlosses Bonndorf in Bonndorf im Schwarzwald, Landkreis Waldshut. Abt Blasius Bender ließ sie im Stil des habsburgischen Barocks errichten.

## Geschichte

### Entstehung im 18. Jahrhundert

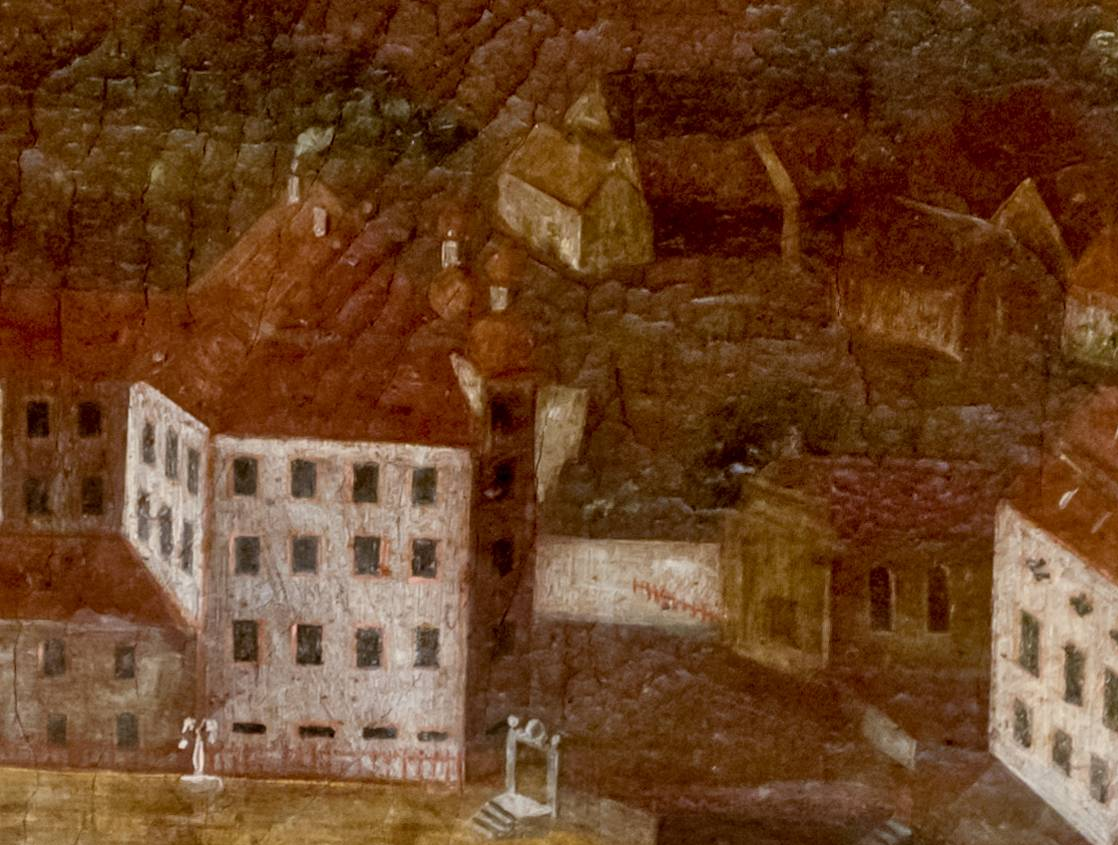
Ursprünglicher Standort der Kapelle gegenüber dem Schloss (Ausschnitt aus einer Supraporte in Schloss Bürgeln)

Der Stuckateur und Baumeister Franz Joseph Vogel war unter anderem für das Kloster St. Blasien tätig, von dort erhielt er 1724 den Auftrag für den Umbau und die Stuckarbeiten für das Schloss Bonndorf wofür er ein Modell entwarf. Von ihm stammt der Entwurf für die 1726/27 aus Buntsandstein errichtete Schlosskapelle, die sowohl als Nikolaus- als auch als Blasiuskapelle bezeichnet wurde.
Die Schlosskapelle wurde mit der ehemaligen Liebfrauenkapelle (erbaut 1659, abgebrannt am 23. April 1810), im Jahr 1727 durch den Weihbischof von Konstanz Franz Johann Anton von Syrgenstein geweiht. Die Liebfrauenkapelle diente dem Paulinerkloster Bonndorf als Grablege, dort wurde einst auch Stanislaus Wülberz bestattet.

### Versetzung im 19. Jahrhundert

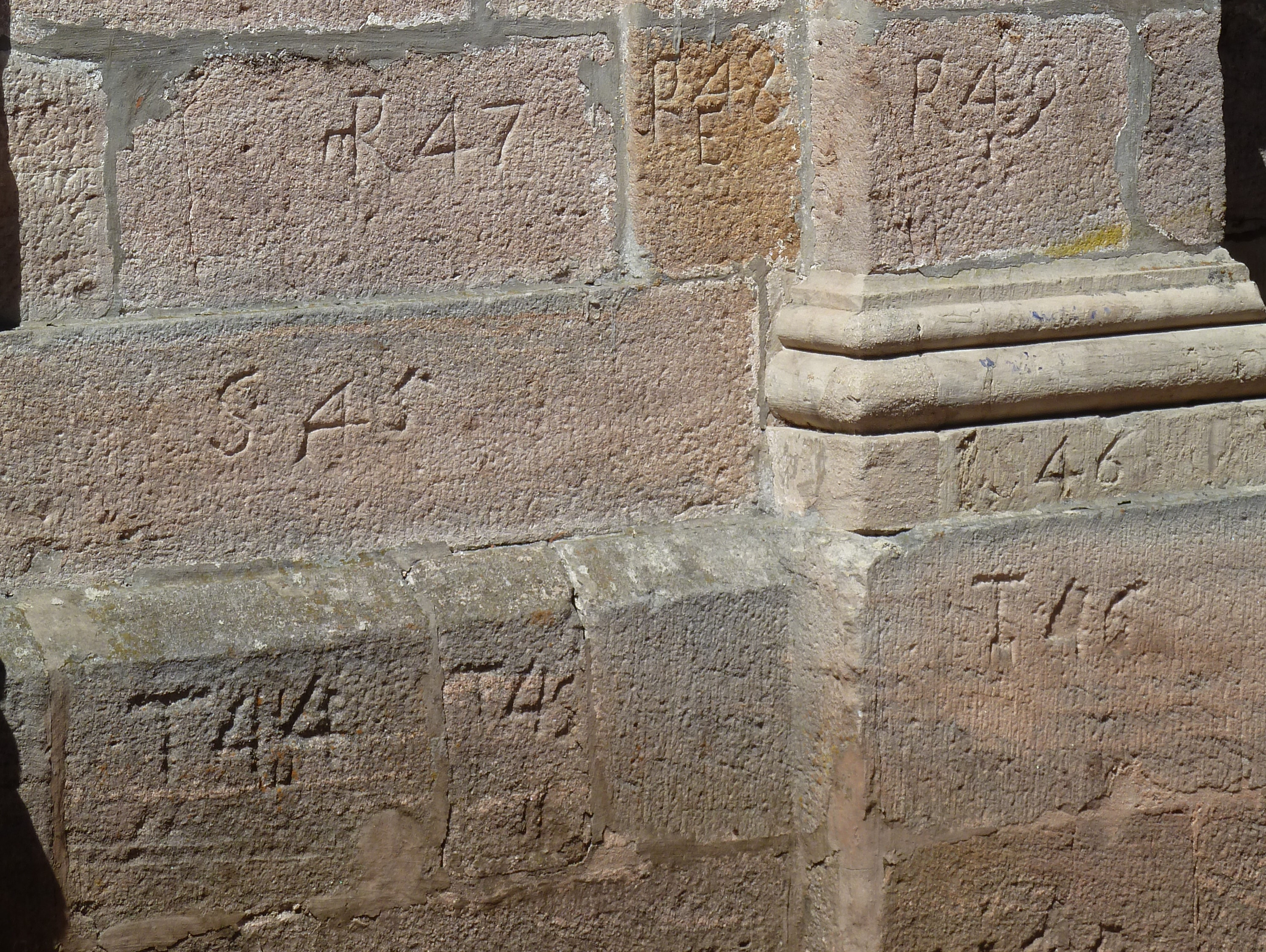
Nummerierung der Steine vom Umsetzen

Mit der Auflösung des Benediktiner - Kloster St. Blasien, im Zuge der Säkularisation, kam das Schloss Bonndorf mit der Schlosskapelle in den Besitz des Großherzogtums Baden und später in den Besitz der Stadt Bonndorf. Da man in unmittelbarer Nähe zum Schloss keine Verwendung mehr für die Kapelle hatte, wurde sie 1816, nach der daran angebrachten Tafel erst 1820, in den heutigen Stadtgarten beim Schwarzwaldhotel umgesetzt. Beim Umsetzen der Kapelle wurden die Deckenfresken von Franz Joseph Spiegler zerstört. Der heutige Stadtgarten diente damals als Friedhof, nachdem dieser 1807 vom Paulinerkloster nach dort verlegt worden war. Die Kapelle hätte von daher die Aufgabe einer Friedhofskapelle übernehmen sollen. Allerdings stellten sich die Bodenverhältnisse des Ortes für einen Friedhof als sehr ungünstig heraus, da diese den Verwesungsprozess signifikant verlangsamten. Das Bezirksamt erteilte daher einer geplanten Erweiterung eine Absage, da der Friedhof außerhalb des Ortes liegen sollte, der inzwischen bis in die Nähe des Friedhofs gewachsen war. Zudem brachte man eine hohe Zahl an Typhus-Erkrankungen mit dem Friedhof in Verbindung. Nachdem 1842 die Kloster- und Pfarrkirche im heutigen Martinsgarten abgebrannt und 1850 die neue Kirche St. Peter und Paul oberhalb der Stadt fertiggestellt worden war, wurde 1855 ein neuer in ihrer Nähe gelegener Friedhof angelegt. Der Platz um die versetzte Schlosskapelle wurde von daher nicht mehr als Grablegung genutzt.

### Nutzung im 20. und 21. Jahrhundert
1873 wurde die Kapelle von der Stadt Bonndorf der evangelischen Gemeinde überlassen, die 1934 eine eigene Pfarrei gründete und sie bis zum Neubau der evangelischen Pauluskirche 1953 nutzte.
Ab 1953 erfuhr die Kapelle über vier Jahrzehnte keine religiöse Nutzung mehr, sondern wurde bis 1985 als Abstellraum für den örtlichen Bauhof genutzt. In dieser Zeit wurde das ebenfalls von Spiegler stammende Altargemälde aus Unkenntnis „entsorgt“. Das Bild konnte noch vom Müllplatz geborgen, aber nicht mehr gerettet werden. Es zeigte einen Mann in einem blauen Mantel, den ein Engel in einer nächtlichen Vision auf das Kreuz auf einem Weißen Hirsch hinweist. Vermutlich stellte es den Hl. Hubertus dar.
In den Jahren 1985 bis 1990 wurde die zwischenzeitlich arg in Mitleidenschaft gezogenen Kapelle durch die Stadt Bonndorf renoviert. Der noch vorhandene barocke Altaraufbau, bei dem allerdings Mensa und Predella fehlen, wurden von der Firma Kneer aus Munderkingen restauriert. An Stelle des verloren gegangenen Altarbildes wurde ein Kruzifix angebracht. Ein barocker Tisch mit Marmorplatte dient seither als Altartisch.
1994 erfolgte eine Nutzungsübereignung an die kath. Kirchengemeinde. Seither finden jeweils Mittwochs in den Sommermonaten wieder regelmäßig Gottesdienste statt.
Im oberen Teil des Schweifgiebels befindet sich eine Öffnung für eine Glocke. Ob die Kapelle früher eine Glocke besaß ist nicht überliefert. 1989 ließ die Stadt Bonndorf eine Glocke bei der Karlsruher Glockengießerei (heute Glockengießerei Rudolf Perner) eine kleine Glocke für die Schlosskapelle gießen und in der kleinen Glockenstube des Giebels anbringen. Die Glocke konnte aber nicht geläutet werden und war noch nicht geweiht. Die Interessensgruppe „Mir vo do“ (Wir von hier) bemüht sich um den Erhalt und die Verschönerung der Schlosskapelle. Auf ihre Initiative habe Auszubildende und Studenten, der in Bonndorf ansässigen Firma Dunkermotoren, die Glocke mit einer elektronischen Steuerung und einen Schlagwerk versehen, so dass die Glocke zu Gottesdiensten geläutet werden kann und die Uhrzeit viertelstündlich mit einem abgestimmten Glockenschlag anzeigt. Am 16. November 2024 wurde die Glocke und Anlage feierlich gesegnet und ihrer Bestimmung übergeben.
Als Besonderheit läutet die Glocke in den Wintermonaten um 21:00 Uhr für eine Minute, um dabei an die Sage, des in einer stürmischen Winternacht verirrten und in Not geratenen Fräuleins von Tannegg zu erinnern, welche Rettung erfuhr, als sie den Klang der Glocken des Bonndorfer Paulinerklosters vernahm.